# جرن علي عوض (السدة)

تعديل مصدري - تعديل

جرن علي عوض محلة تابعة لقرية حدة غليس، التابعة لعزلة جبل حجاج بمديرية السدة إحدى مديريات محافظة إب في الجمهورية اليمنية.، بلغ تعداد سكانها 50 حسب تعداد اليمن لعام 2004.